# Motocross delle Nazioni 2017
Il Motocross delle Nazioni 2017 (conosciuto anche con i nomi Motocross des Nations, Motocross of Nations o MXDN), evento giunto alla settantunesima edizione, si è disputato a Matterley Basin nel Regno Unito il 1º ottobre 2017. È stato vinto dalla squadra francese, davanti a quella olandese e a chiudere il podio la squadra britannica.

## Gare

### Gara 1 (MXGP & MX2)
| Pos. | Pilota              | Moto      | Tempo   |
| ---- | ------------------- | --------- | ------- |
| 1    | Max Anstie          | Husqvarna | 36'10"  |
| 2    | Tim Gajser          | Honda     | a 6"    |
| 3    | Gautier Paulin      | Husqvarna | a 9"    |
| 4    | Hunter Lawrence     | Suzuki    | a 41"   |
| 5    | Arnaud Tonus        | Yamaha    | a 44"   |
| 6    | Evgeny Bobryshev    | Honda     | a 55"   |
| 7    | Jeremy Van Horebeek | Yamaha    | a 1'00" |
| 8    | Glenn Coldenhoff    | KTM       | a 1'08" |
| 9    | Thomas Kjær Olsen   | Husqvarna | a 1'19" |
| 10   | Zachary Osborne     | Husqvarna | a 1'31" |

### Gara 2 (MX2 & Open)
| Pos. | Pilota              | Moto      | Tempo   |
| ---- | ------------------- | --------- | ------- |
| 1    | Jeffrey Herlings    | Husqvarna | 37'59"  |
| 2    | Romain Febvre       | KTM       | a 13"   |
| 3    | Zachary Osborne     | Honda     | a 1'38" |
| 4    | Alessandro Lupino   | Kawasaki  | a 1'40" |
| 5    | Kirk Gibbs          | Yamaha    | a 1'44" |
| 6    | Christophe Charlier | KTM       | a 1'49" |
| 7    | Dean Wilson         | Yamaha    | a 2'01" |
| 8    | Hunter Lawrence     | Suzuki    | a 2'02" |
| 9    | Brian Bogers        | Yamaha    | a 2'07" |
| 10   | Thomas Kjær Olsen   | Yamaha    | a 2'28" |

### Gara 3 (MXGP & Open)
| Pos. | Pilota              | Moto      | Tempo   |
| ---- | ------------------- | --------- | ------- |
| 1    | Max Anstie          | Husqvarna | 37'59"  |
| 2    | Jeffrey Herlings    | KTM       | a 1"    |
| 3    | Romain Febvre       | Yamaha    | a 1'00" |
| 4    | Jeremy Van Horebeek | Yamaha    | a 1'20" |
| 5    | Tim Gajser          | Honda     | a 1'27" |
| 6    | Gautier Paulin      | Husqvarna | a 1'36" |
| 7    | Antonio Cairoli     | KTM       | a 1'44" |
| 8    | Dean Wilson         | Husqvarna | a 1'51" |
| 9    | Jeremy Seewer       | Suzuki    | a 2'02" |
| 10   | Arnaud Tonus        | Yamaha    | a 2'07" |

## Classifica finale
| Pos. | Selezione Nazionale | Pilota              | Moto      | Classe | Gara 1 | Gara 2 | Gara 3 | Punti |
| ---- | ------------------- | ------------------- | --------- | ------ | ------ | ------ | ------ | ----- |
| 1    | Francia             | Gautier Paulin      | Husqvarna | MXGP   | 3      |        | 6      | 20    |
| 1    | Francia             | Christophe Charlier | Husqvarna | MX2    | 14     | 6      |        | 20    |
| 1    | Francia             | Romain Febvre       | Yamaha    | Open   |        | 2      | 3      | 20    |
| 2    | Paesi Bassi         | Glenn Coldenhoff    | KTM       | MXGP   | 8      |        | 11     | 31    |
| 2    | Paesi Bassi         | Brian Bogers        | KTM       | MX2    | 12     | 9      |        | 31    |
| 2    | Paesi Bassi         | Jeffrey Herlings    | KTM       | Open   |        | 1      | 2      | 31    |
| 3    | Regno Unito         | Max Anstie          | Husqvarna | MXGP   | 1      |        | 1      | 32    |
| 3    | Regno Unito         | Tommy Searle        | Kawasaki  | MX2    | 37     | 15     |        | 32    |
| 3    | Regno Unito         | Dean Wilson         | Husqvarna | Open   |        | 7      | 8      | 32    |
| 4    | Belgio              | Jeremy Van Horebeek | Yamaha    | MXGP   | 7      |        | 4      | 53    |
| 4    | Belgio              | Brent Van Doninck   | Yamaha    | MX2    | 17     | 24     |        | 53    |
| 4    | Belgio              | Kevin Strijbos      | Suzuki    | Open   |        | 12     | 13     | 53    |
| 5    | Svizzera            | Arnaud Tonus        | Yamaha    | MXGP   | 5      |        | 10     | 56    |
| 5    | Svizzera            | Valentin Guillod    | Honda     | MX2    | 18     | 18     |        | 56    |
| 5    | Svizzera            | Jeremy Seewer       | Suzuki    | Open   |        | 14     | 9      | 56    |
| 6    | Australia           | Dean Ferris         | Yamaha    | MXGP   | 22     |        | 23     | 58    |
| 6    | Australia           | Hunter Lawrence     | Suzuki    | MX2    | 4      | 8      |        | 58    |
| 6    | Australia           | Kirk Gibbs          | KTM       | Open   |        | 5      | 19     | 58    |
| 7    | Italia              | Antonio Cairoli     | KTM       | MXGP   | 11     |        | 7      | 63    |
| 7    | Italia              | Michele Cervellin   | Honda     | MX2    | 27     | 23     |        | 63    |
| 7    | Italia              | Alessandro Lupino   | Honda     | Open   |        | 4      | 18     | 63    |
| 8    | Estonia             | Priit Rätsep        | Honda     | MXGP   | 13     |        | 36     | 84    |
| 8    | Estonia             | Harri Kullas        | Husqvarna | MX2    | 20     | 26     |        | 84    |
| 8    | Estonia             | Tanel Leok          | Husqvarna | Open   |        | 11     | 14     | 84    |
| 9    | Stati Uniti         | Cole Seely          | Honda     | MXGP   | 38     |        | 33     | 85    |
| 9    | Stati Uniti         | Zachary Osborne     | Husqvarna | MX2    | 10     | 3      |        | 85    |
| 9    | Stati Uniti         | Thomas Covington    | Husqvarna | Open   |        | 22     | 17     | 85    |
| 10   | Svezia              | Filip Bengtsson     | KTM       | MXGP   | 21     |        | 26     | 87    |
| 10   | Svezia              | Alvin Östlund       | Yamaha    | MX2    | 15     | 19     |        | 87    |
| 10   | Svezia              | Fredrik Norén       | Honda     | Open   |        | 17     | 15     | 87    |